# Agrypon anale
Agrypon anale är en stekelart som först beskrevs av Thomas Say 1829.  Agrypon anale ingår i släktet Agrypon och familjen brokparasitsteklar. Inga underarter finns listade i Catalogue of Life.